# Dot-Marie Jones
Dorothy-Marie Jones, detta Dot-Marie (Turlock, 4 gennaio 1964), è un'attrice ed ex pesista statunitense.

## Biografia
Ha frequentato la California State University (Fresno) dove ha ottenuto il record juniores nel getto del peso. È stata vincitrice mondiale di braccio di ferro per 15 volte. Appare come guest star dalla seconda stagione nella serie televisiva Glee nel ruolo della coach Shannon Beiste (in seguito Sheldon Beiste) e viene promossa a regular nella sesta stagione.

## Vita privata
Dot Jones è omosessuale dichiarata. Il 21 dicembre 2013 ha sposato Bridgett Casteen, conosciuta nel 2010.

## Filmografia

### Cinema
- Patch Adams, regia di Tom Shadyac (1998)
- The Boondock Saints - Giustizia finale (The Boondock Saints), regia di Troy Duffy (1999)
- Material Girls, regia di Martha Coolidge (2006)
- Bad Teacher - Una cattiva maestra (Bad Teacher), regia di Jake Kasdan (2011)
- L'uragano Bianca 2: dalla Russia con odio (Hurricane Bianca 2: From Russia with Hate), regia di Matt Kugelman (2018)
- 3 from Hell regia di Rob Zombie (2019)
- Greener Grass, regia di Jocelyn DeBoer e Dawn Luebbe (2019)
- Bros, regia di Nicholas Stoller (2022)
- Weird - La storia di Al Yankovic (Weird: The Al Yankovic Story), regia di Eric Appel (2022)

### Televisione
- Gli amici di papà (Full House) - serie TV, episodio 8x04 (1994)
- Sposati... con figli (Married... with Children) - serie TV, 5 episodi (1994-1995)
- Pappa e ciccia (Roseanne) - serie TV, episodio 9x20 (1997)
- Chicago Hope - serie TV, episodio 6x17 (2000)
- Lizzie McGuire - serie TV, 4 episodi (2001-2003)
- She Spies - serie TV, episodio 1x10 (2002)
- Tutto in famiglia (My Wife and Kids) - serie TV, 2 episodi (2004)
- Zack e Cody al Grand Hotel (The Suite Life of Zack & Cody) - serie TV, episodio 2x13 (2006)
- ICarly (iCarly) - serie TV, episodio 2x07 (2008)
- La vita secondo Jim (According to Jim) - serie TV, episodio 8x06 (2008)
- 10 cose che odio di te (10 Things I Hate About You) - serie TV, episodio 1x14 (2009)
- Desperate Housewives - serie TV, episodio 5x19 (2009)
- Nip/Tuck - serie TV, 3 episodi (2009)
- The Mentalist - serie TV, episodio 1x17 (2009)
- Prison Break - serie TV, 2 episodi (2009)
- Cougar Town - serie TV, episodio 1x16 (2009)
- Hawthorne - Angeli in corsia (Hawthorne) - serie TV, 4 episodi (2010)
- Glee - serie TV, 43 episodi (2010-2015)
- Are You There, Chelsea? - serie TV, episodio 1x01 (2012)
- The Exes - serie TV, episodio 2x10 (2013)
- Baby Daddy - serie TV, episodio 3x10 (2014)
- Jane the Virgin - serie TV, episodio 3x04 (2016)
- 2 Broke Girls - serie TV, episodio 6x03 (2016)
- Il tempo della nostra vita (Days of Our Lives) - serie TV, episodio 12.990 (2016)
- American Horror Story - serie TV, episodio 7x07 (2017) ed episodio 10x06 (2021)
- Modern Family – serie TV, episodio 8x15 (2017)
- The Resident – serie TV, episodi 1x14-2x12 (2018-2019)
- The Goldbergs – serie TV, episodio 7x18 (2020)

## Doppiatrici italiane
Nelle versioni in italiano delle opere in cui ha recitato, Dot-Marie Jones è stata doppiata da:
- Angiola Baggi in Glee
- Emanuela Baroni in Bad Teacher - Una cattiva maestra
- Paola Giannetti in Desperate Housewives
- Elena Morara in American Horror Story (ep. 7x07)
- Laura Romano in Bros
- Mirta Pepe in 9-1-1: Lone Star